# Karl-Christ-Preis
Der Karl-Christ-Preis ist dem Andenken an den Marburger Althistoriker Karl Christ (1923–2008) gewidmet. Mit dem Preis werden herausragende wissenschaftliche Leistungen auf dem Gebiet der Alten Geschichte und ihrer Nachbardisziplinen sowie der Wissenschafts- und Rezeptionsgeschichte des Altertums gewürdigt.
Der Preis ist mit 25.000 Euro dotiert und wird im zweijährigen Turnus verliehen. Das Preisgeld stammt von einem anonymen Stifter. Vorschlagsrecht haben Mitglieder und Angehörige von Universitäten und Akademien sowie Fachverbände und wissenschaftliche Vereinigungen. Eine Selbstnominierung ist nicht möglich. Stimmberechtigte Mitglieder der für die Verleihung des Preises verantwortlichen Kommission sind Stefan Rebenich (Vorsitzender, Universität Bern), Hartmut Leppin (Universität Frankfurt) und Andreas Rödder (Universität Mainz). Der Preis wird abwechselnd in Frankfurt am Main und Bern verliehen. Die Reden der Preisträger werden im Verlag Antike veröffentlicht, der seit 2018 zur Verlagsgruppe Vandenhoeck & Ruprecht gehört.

## Preisträger
- 2013: Wilfried Nippel
- 2015: Mischa Meier
- 2017: Elke Stein-Hölkeskamp und Karl-Joachim Hölkeskamp
- 2019: Martin Jehne[3]
- 2021: Klaus Hallof[4]
- 2023: Claudia Rapp[5]
- 2025: Uwe Walter[6]